# Ансельм Гюттенбреннер
Ансельм Гюттенбреннер (нім. Anselm Hüttenbrenner; 13 жовтня 1794, Грац, Австрійська імперія — 5 червня 1868, там само) — австрійський композитор, піаніст, музичний критик.

## Біографія
Син багатого землевласника. Після закінчення Віденського імператорського королівського конвікту — інтернату для придворних півчих — вивчав право в університеті Граца, зі студентських років став складати музику.
Був відомий як талановитий піаніст, за порадою графа Моріца фон Фриса, Гюттенбреннер в 1815 в вирушив до Відня, щоб брати уроки композиції у Антоніо Сальєрі. Був другом Франца Шуберта. Музичним творам А. Гюттенбреннера Франц Шуберт давав високу оцінку. Гюттенбреннер володів деякими його рукописами, в тому числі, рукописом «Незакінчена симфонії», яка до 1865 року залишалася невідомою; її у Гюттенбреннера виявив віденський диригент Йоганн Гербек, вперше виконав симфонію в концерті віденського Товариства любителів музики 17 грудня 1865 року.
Був в числі 50 композиторів-учасників музичного благодійного проєкту, ініційованого композитором і видавцем Антоном Діабеллі в 1819 році. Серед відгукнулися на пропозицію Діабеллі, були, зокрема, Франц Шуберт, Карл Черні, Йоганн Непомук Гуммель, Фрідріх Калькбреннер, Конрадин Крейцер, Ігнац Мошелес, Франц Ксавер Моцарт, Симон Зехтер, Ян Вацлав Воржішек, Діоніс Вебер, Вацлав Томашек, Йоганн Петер Піксіс, Йоганн Баптист Шенк, Карл Марія Боклет, Антон Хальміх, Ігнац Ассмайер, Іеронимус Пайер й ін.
З 1824 по 1839 рік керував Музичним товариством Граца (нині Університет музики і театру Граца).

## Творчість
А. Гюттенбреннер — автор 4 опер; 6 симфоній для оркестру, 10 увертюр, камерних творів, 24 фуг та інших п'єс для фортепіано. Йому належать також 3 реквієму, 9 мес, близько 300 чоловічих квартетів і понад 200 пісень.